# Batalha do Sul de Mogadíscio
Batalha do Sul de Mogadíscio ocorreu na capital somali, Mogadíscio, em 24 de fevereiro de 2009.
Esta foi a primeira batalha na cidade depois que a Somália fez um esforço para eleger um novo presidente em janeiro de 2009. Esse retorno embrionário à democracia  e o término da intervenção etíope na Somália, que iniciou-se em 2006 e encerrou no final de janeiro de 2009, significou o começo de uma nova fase da  guerra civil de longa duração. 
A batalha, travada principalmente no sul da cidade, deixou pelo menos 87 pessoas mortas e mais 90 feridas.  Os rebeldes dispararam uma rajada de bombas de morteiros no palácio presidencial, localizado no topo de uma colina no distrito de Wardhigley. Uma base para tropas da União Africana e do governo no distrito de Hodan também foi alvejada, assim como o distrito de Howlwadag, nas proximidades.  O presidente recém-eleito Sheikh Sharif Sheikh Ahmed estava em seu palácio no momento do incidente. 
Pelo menos onze civis estavam entre os mortos, com funcionários do Hospital Madena indicando que em um momento aproximadamente 45 feridos haviam sido internados.  Quinze combatentes do Al-Shabab e do Hizbul Islam e seis policiais do governo federal de transição foram mortos nos combates.